# Sacespalus rugosiceps
Sacespalus rugosiceps är en stekelart som beskrevs av Jean-Jacques Kieffer 1917. Sacespalus rugosiceps ingår i släktet Sacespalus och familjen gallmyggesteklar. Inga underarter finns listade i Catalogue of Life.